# Čokolada
Čokolada je alkaloidno desertno jelo dobivenog punjenjem zagrijane homogene smjese u kalupe i naglim hlađenjem u obliku pločica iz kakaove mase ili kakaova praha i šećera s ili bez dodataka (mirodija, mlijeka, voća i prerađevina, aroma, emulgatora, lješnjaka, badema, ekstrakta kave, sušenog voća, vanilije). Prema pravilniku, čokolada koja je u prodaji u ukupnoj suhoj tvari mora sadržavati 35% kakaa, uključujući najmanje 18% kakao maslaca, 14% bezmasne suhe tvari kakaovih dijelova i najviše 65% šećera.
Riječ čokolada potječe od astetske riječi "xocolatl", što znači "gorka voda" (xoco što znači gorko i atl voda), od čega se dalje proširila po drugim indoeuropskim jezicima, pa je ušla u engleski kao chocolate, njemački Schokolade, španjolski chocolate, francuski chocolat. U današnjem nahuatlu zove se xocolātl. Astetski je vladar Montezuma, vjerujući da djeluje kao afrodizijak, svaki dan pio velike količine nezaslađenog, vrlo gorkog napitka dobivenog iz plodova kakaa.
Čokolada je sirovina za konditorske proizvode (čokoladni umaci, preljevi, kreme, bomboni, deserti, sladoled), napitke (čokoladno mlijeko), kulinarstvo (čokolada za kuhanje) i farmaceutske proizvode ili se, kao lakoprobavljiva i kalorična hrana (više od 2000 kJ/100g), prodaje kao konzumna čokolada.

## Povijest čokolade
Pretpostavlja se da su Olmeci još prije 2600 godina kuhali čokoladnu smjesu. Visoko razvijena civilizacija Maja u travnju je priređivala slavlja u čast boga kakaa Ek Chuaha, tijekom kojega bi se prinosile životinjske žrtve i dijelili pokloni, a zrna kakaovca bila su prihvaćena kao sredstvo plaćanja. U Meksiku su potvrđena slična slavlja.
Sa svojih putovanja po Južnoj Americi Kristofor Kolumbo donio je na španjolski dvor i sjeme kakaovca, ali nije pobudilo nikakvo zanimanje. Tek će španjolski konkvistador Hernán Cortés kada krene u osvajanje Južne Amerike i uništavanje tamošnjih civilizacija probati Xocolatl, toplu kakaovu tekućinu koju mu je ponudio astečki vladar Montezuma u golemim zlatnim peharima. 
Asteci su čokoladni napitak pili zagrijan i bez trunke slatkoće, ali su dodavali začine poput vanilije i čilija,  a tek će Europljani od čokolade napraviti slatkiš. Španjolski redovnici su prvi u Europi pripravljali čokoladu, još uvijek tekuću, počeli su dodavati šećer i cimet, ali tajnu nisu mogli dugo skrivati.
Čokolada kakvu poznajemo danas je novijeg nadnevka i to zahvaljujući Nizozemcu Conradu J. van Houtenu, koji je 1828. godine patentirao hidrauličnu prešu koja je mrvila zrna kakaovca iz kojeg je nastao kakao prah.
Englezi (Joseph Fry) su 1847. godine otkrili kako taj prah miješati sa šećerom i rastopljenim kakao maslacem te je takva nova čokolada postala ubrzo omiljena i bila je to prva čokolada za jelo.
Švicarac Daniel Peter je eksperimentirao s mlijekom kao sastojkom u čokoladi i uspio je proizvesti prvu mliječnu čokoladu 1875. godine.
Dalje su Švicarci usavršavali proizvodnju čokolade i godine 1879. Rudolf Lindt (Lindt je danas jedna od najpoznatijih tvornica čokolade) napravio je čokoladu koja se topila u ustima (poznata i po nazivu "chocolat fondant").

### U Hrvatskoj
Čokolada se u Hrvatskoj počela proizvoditi u Zagrebu u tvornici Union, koju je 1911. podigao Julije König, a potkraj 1920-ih proizvodila se i u Požegi (tvrtka Nestlé u tvornici Stock). U početku 1930-ih u Union je iz Požege došao Pavao Kapetanić, koji je kao prvi hrvatski majstor te struke vodio proizvodnju čokolade daljnjih četrdesetak godina. Tada je započela i izradba izvornih hrvatskih čokoladnih proizvoda Bajadera i Griotta. U Zagrebu su se osnovale i nove tvornice, kao što su Grič i Mirim. Za vrijeme Drugog svjetskog rata proizvodnje čokolade nije bilo. Nakon rata zagrebačke su se tvornice fuzionirale u Union i 1950. spojile s tvornicom keksa i vafla "Josip Kraš" (bivši "Bizjak") u novo poduzeće pod tim imenom (od 1992. Kraš d.d.). Tvornica u Požegi nastavila je rad pod imenom Zvečevo, a čokolada se počela 1960-ih proizvoditi i u Kanditu u Osijeku.

## Najvažniji sastojci u 100 g čokolade
| - bjelančevine 10 g - masnoće 27 g - ugljikohidrati 54 g - balastne tvari 9 g | - kalij 400 mg - magnezij 300 mg - fosfor 250 mg - kalcij 100 mg - natrij 12 mg - željezo 3 mg - teobromin 500 mg |

Čokolada osim toga sadrži: 
- Triptofan, esencijalnu aminokiselinu koja sudjeluje u proizvodnji neuroprijenosnika serotonina, a lagano topljenje čokolade na jeziku potiče lučenje endorfina (prirodnih hormona sreće), koje tijelo prirodno proizvodi i za vrijeme vođenja ljubavi.
- Anandamid, prirodni opijat, ali u malim količinama
- Feniletilamin, tvar koja se nalazi u mozgu, posebno kod zaljubljenih osoba, a pretvara se u dopamin u centrima za zadovoljstvo, dijelu mozga gdje se inače doživljava i orgazam.
- Visoke količine antioksidansa, koje pridonose smanjenju rizika od narazličitijih bolesti pa i raka. Tako flavonoidi koji se nalaze u svim biljnim proizvodima, daju trpak okus i onemogućavaju oksidaciju masnih tvari u krvotoku i arterosklerozu (začepljenje arterija).

## Vrste čokolade
Bijela čokolada u 100 g sadrži:
- kakao maslac 28 g
- mlijeko u prahu 26 g
- šećer 46 g

Bijela čokolada nije čokolada u pravom smislu riječi jer ne sadržava čokoladnu otopinu, pa tako nema ni okus čokolade. Umjesto čokoladne otopine i kakaa, bijela čokolada napravljena je iz kakao maslaca, mlijeka, vanilije uz dodatak lecitina i šećera.
Mliječna čokolada u 100 g sadrži:
- kakao 12 g
- mlijeko u prahu 22 g
- šećer 48 g
- kakao maslac 18 g

Mliječna čokolada se dobiva dodatkom mlijeka u prahu u slatku čokoladu. Mliječna čokolada trebala bi imati do 12% mliječne otopine i do 10% čokoladne otopine. Mliječna čokolada je konzumna čokolada i ne koristi su kod pripremanja jela i slastica zbog prisustva mliječnog proteina.
Gorka čokolada u 100 g sadrži:
- kakao 48 g
- kakao maslac 4 g
- šećer 48 g

Gorka čokolada je ohlađena, stvrdnuta čokoladna otopina. Nema nikakvih dodataka, a najčešće se koristi kao dodatak kolačima ili ukras. Gorka čokolada mora sadržavati, prema američkim standardima, 50 – 58% kakao maslaca i do 35 % čokoladne otopine.
Slatka čokolada nastaje dodatkom šećera, vanilije, lecitina u gorku čokoladu i mora sadržavati 15 – 35% čokoladne otopine.
Tekuća čokolada je komercijalna čokolada pripravljena za potrebe kulinarstva, zbog toga što se ne treba topiti, vrlo je praktična kod priprave različitih jela ili slastica s čokoladom, no jer je pravljena uz dodatak biljnih ulja umjesto s kakao maslacem, nema karakterističan okus i teksturu čokolade.
Couverture čokolada je čokolada dodatno obogaćena kakao maslacem koji daje ekstra sjaj glazurama, a prelamanjem čokolada se ne mrvi i raspada i ispušta karakterističan pucketav zvuk što je znak visoke kvalitete. Najčešće dolazi u obliku peleta za lakše vaganje i otapanje. Ovu vrstu čokolade obično koriste profesionalci.

## Zablude o čokoladi
- "Uzrokuje karijes" - Nedostatak higijene uzrokuje propadanje zuba i bilo koja hrana koja sadrži fermentirajuće ugljikohidrate, a zapravo neke tvari u čokoladi usporavaju kvarenje zuba.

- "Uzrokuje akne" - Niz istraživanja dokazao je da se jedenjem čokolade ne povećava broj akni.[3]

- "Deblja" - Kao i svaka hrana u pretjeranim količinama i čokolada deblja, ali kockica-dvije sprečava prejedanje u krizama i zadovoljava želju, bitna je umjerenost.

- "Ima puno kofeina" ' - U kockici čokolade znatno je manje kofeina nego u šalici kave, čaju ili kola napitcima.[3]

- "Povećava razinu kolesterola" - Kakao maslac, tj. masnoća iz zrna kakaa, unatoč visoko zasićenim masnoćama ne podiže razinu kolesterola u krvi. Stearinska kiselina, jedna od glavnih masnih kiselina u kakao maslacu, drugačije se iskorištava u tijelu i može sniziti razine kolesterola u krvi.

- "Izaziva ovisnost" - To nije točno, iako neki ljudi imaju jače izražen apetit za čokoladu od drugih. Često konzumiranje čokolade može postati navika koja osigurava užitak i mnogo energije, ali samo jedenje čokolade ne može postati ovisnost.[3]

## Potrošnja čokolade po državama
Potrošnja čokolade po glavi i po kilogramu za 2003. godinu
- Švicarska: 9,6
- Austrija: 9,4
- Irska: 8,8
- Norveška: 8,7
- Velika Britanija: 8,6
- Njemačka: 8,37 (2004.)
- Danska: 7,7
- Belgija: 7,0
- Švedska: 7,0
- SAD: 5,4
- Francuska: 4,6
- Nizozemska: 4,4
- Italija: 3,4
- Grčka: 2,1
- Japan: 1,8
- Španjolska: 1,5
- Brazil: 0,8

## Vanjske poveznice
- A History
- Prva čokolada s rižom u svijetu  Arhivirana inačica izvorne stranice od 31. ožujka 2016. (Wayback Machine)